# Xã Bremen, Quận Cook, Illinois
Xã Bremen (tiếng Anh: Bremen Township) là một xã thuộc quận Cook, tiểu bang Illinois, Hoa Kỳ. Năm 2010, dân số của xã này là 110.118 người.